# Rečnaja Matuga
Rečnaja Matuga (in russo остров Речная Матуга?) è una piccola isola della Russia nel mare di Ochotsk. Amministrativamente appartiene al Severo-Ėvenskij rajon dell'oblast' di Magadan, nel Circondario federale dell'Estremo Oriente. L'isola si trova vicino alla costa occidentale della penisola di Tajgonos, nella baia della Gižiga, a capo Matugin. Tra l'isola e capo Matugin ci sono degli scogli. La sua altezza massima è di 85 m. In direzione sud-ovest, vicina alla costa, è situata l'isola Morskaja Matuga.